# Battery Park City
Battery Park City er et område på sydvestspidsen af Manhattan i New York. Området er en kunstig udvidelse af øen Manhattan, og blev til efter at man fyldte et 0.4 km² stort areal af Hudson River, hovedsagelig i forbindelse med konstruktionen af World Trade Center i 1970'erne. 917.000 m³ masse gik med til at udbygge denne del af Manhattan, som blandt andet huser World Financial Center.
Battery Park City har navn efter parken Battery Park lige syd for området. Mod øst grænser Battery Park City mod Financial District og TriBeCa.